# Волкейно
Волкейно (англ. Volcano) — статистически обособленная местность, расположенная в округе Гавайи (штат Гавайи, США) с населением в 2231 человек по статистическим данным переписи 2000 года.

## География
По данным Бюро переписи населения США статистически обособленная местность Волкейно имеет общую площадь в 146,8 квадратных километров, водных ресурсов в черте населённого пункта не имеется.
Статистически обособленная местность Волкейно расположена на высоте 1143 метра над уровнем моря.

## Демография
По данным переписи населения 2000 года в Волкейно проживало 2231 человек, 498 семей, насчитывалось 896 домашних хозяйств и 1229 жилых домов. Средняя плотность населения составляла около 15,2 человек на один квадратный километр. Расовый состав Волкейно по данным переписи распределился следующим образом: 47,87 % белых, 0,49 % — чёрных или афроамериканцев, 0,54 % — коренных американцев, 11,39 % — азиатов, 12,24 % — выходцев с тихоокеанских островов, 26,13 % — представителей смешанных рас, 1,34 % — других народностей. Испаноговорящие составили 9,28 % от всех жителей статистически обособленной местности.
Из 896 домашних хозяйств в 24,6 % — воспитывали детей в возрасте до 18 лет, 41,4 % представляли собой совместно проживающие супружеские пары, в 9,5 % семей женщины проживали без мужей, 44,4 % не имели семей. 34,7 % от общего числа семей на момент переписи жили самостоятельно, при этом 7,5 % составили одинокие пожилые люди в возрасте 65 лет и старше. Средний размер домашнего хозяйства составил 2,25 человек, а средний размер семьи — 2,92 человек.
Население статистически обособленной местности по возрастному диапазону по данным переписи 2000 года распределилось следующим образом: 20,3 % — жители младше 18 лет, 6,7 % — между 18 и 24 годами, 30,7 % — от 25 до 44 лет, 30,3 % — от 45 до 64 лет и 11,9 % — в возрасте 65 лет и старше. Средний возраст жителей составил 41 год. На каждые 100 женщин в Волкейно приходилось 116,2 мужчин, при этом на каждые сто женщин 18 лет и старше приходилось 125,2 мужчин также старше 18 лет.

## Экономика
Средний доход на одно домашнее хозяйство в статистически обособленной местности составил 35 977 долларов США, а средний доход на одну семью — 44 432 доллара. При этом мужчины имели средний доход в 30 929 долларов США в год против 31 679 долларов среднегодового дохода у женщин. Доход на душу населения в статистически обособленной местности составил 18 913 долларов в год. 10,4 % от всего числа семей в округе и 14,3 % от всей численности населения находилось на момент переписи населения за чертой бедности, при этом 15,0 % из них были моложе 18 лет и 2,3 % — в возрасте 65 лет и старше.

## Известные уроженцы
В Волкейно родился профессор Орегонского университета Гарретт Хонго.